# پناهگاه کلک‌چال
پناهگاه کُلَک‌چال، یا اردوگاه پیشاهنگی قبل از انقلاب اسلامی یکی از پناهگاه‌های کوهنوردی در شمال تهران است. این پناهگاه بر بالای قله‌ای به همین نام قرار دارد که ارتفاع زیادی ندارد اما در شرایط بحرانی باعث سخت‌شدن کار کوهنوردان خواهد شد.
ارتفاع این پناهگاه از سطح دریا، ۲۶۰۰ متر است. این پناهگاه سه مسیر دسترسی دارد: بوستان جمشیدیه، گلاب‌دره و دره وزباد.
پناهگاه دارای تأسیسات آب و برق است و بعد از انقلاب اسلامی جمهوری اسلامی ایران این مکان زیر نظر وزارت آموزش و پرورش اداره می‌شود. همچنین این مجموعه دارای چندین ردیف درختکاری بوده و امکاناتی از قبیل استخر، زمین والیبال، مسجد، بوفه، سرویس بهداشتی و غیره را دارا می‌باشد. نام دیگر این مجموعه اردوگاه پیشاهنگی قبل از انقلاب اسلامی و در حال حاضر اردوگاه دانش‌آموزی شهید باهنر است.
این پناهگاه در سال ۱۳۳۹ و توسط سازمان پیشاهنگی ایران ساخته شد. در روی برج سفید آن، نام گروه‌های پیشاهنگی به چشم می‌خورد.

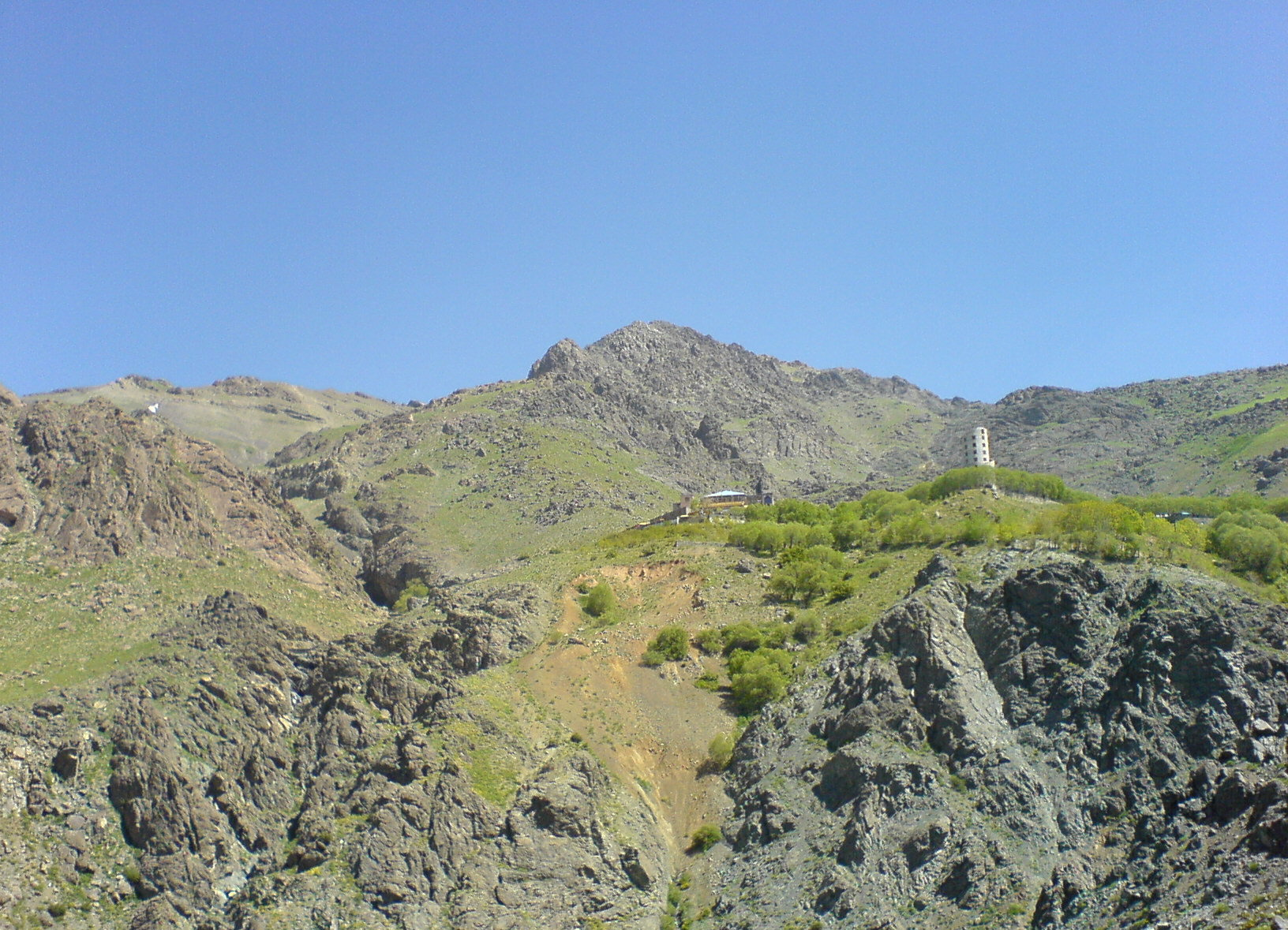
نمای پناه‌گاه کلک‌چال از مسیر بوستان جمشیدیه
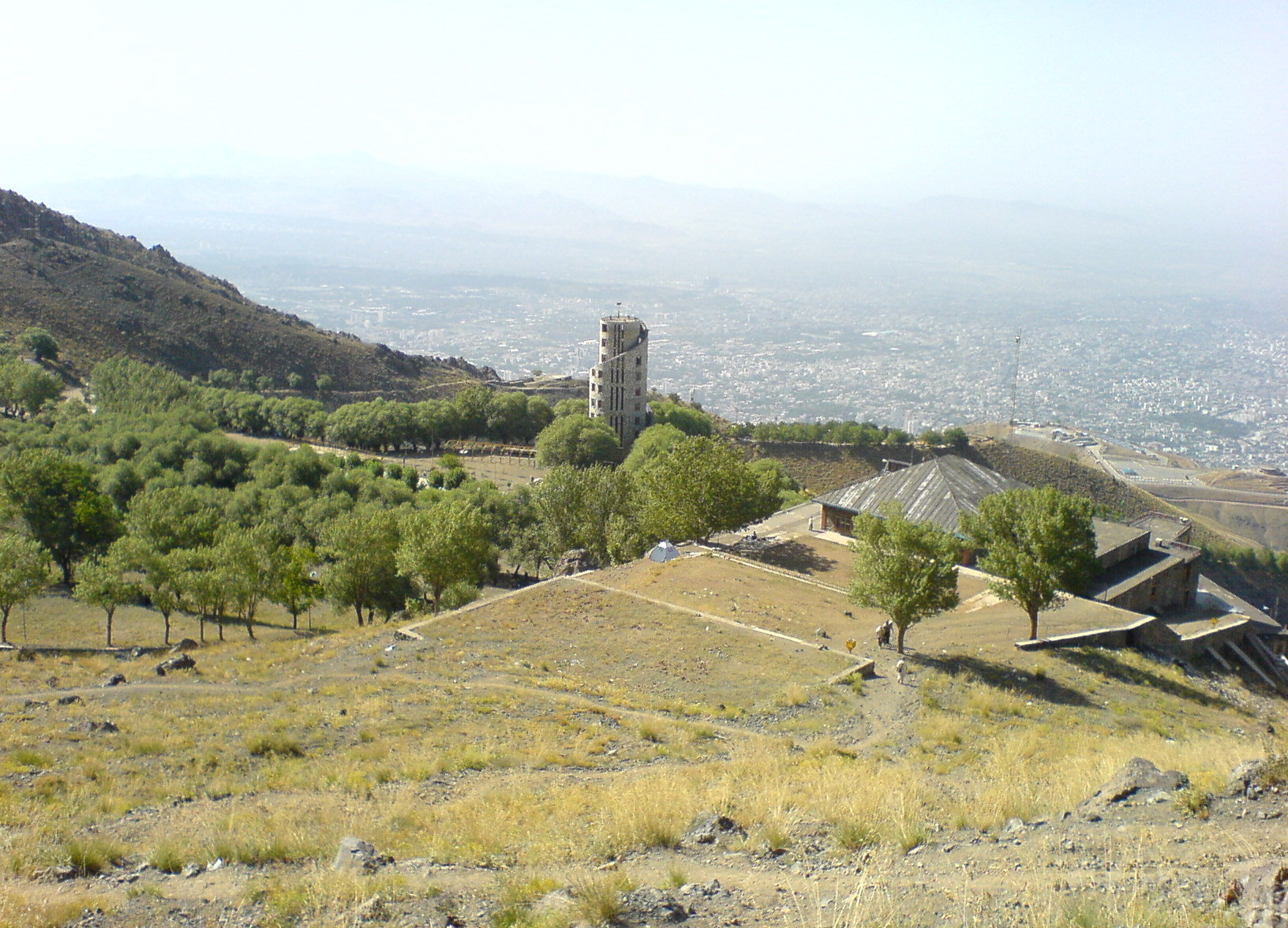
نمای تهران و پناه‌گاه کلک‌چال
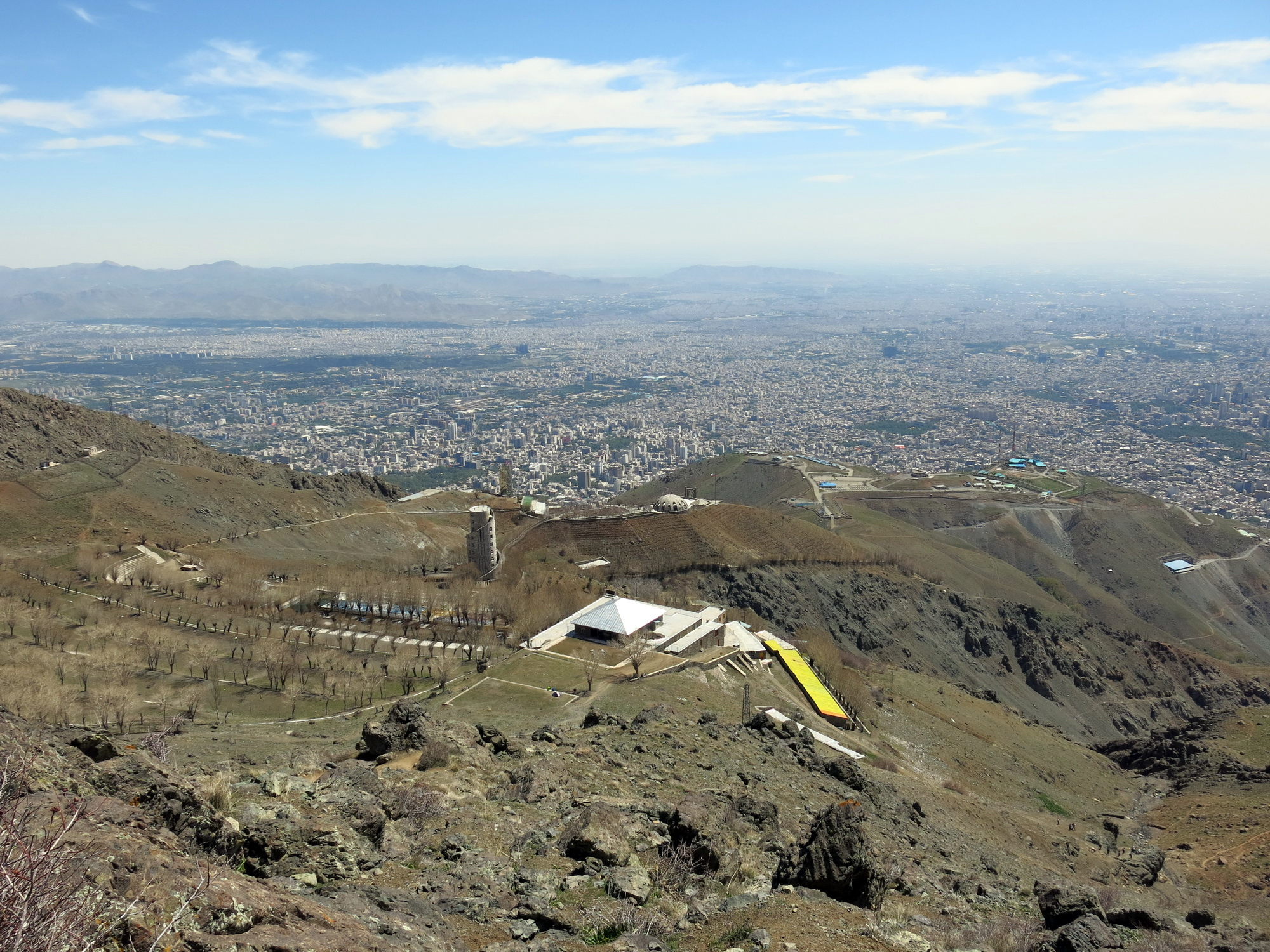
دورنمای پناهگاه کلکچال